# Changement de nom de communes en France dans les années 1960
 (septembre 2024).
Pour des articles plus généraux, voir Changement de nom de communes en France et Changement de nom de communes en France au XXe siècle.
Cet article présente une liste des changements de nom de communes en France dans les années 1960.

## Années 1960

### 1961
28 décembre 1961
| Ancienne dénomination | Département       | Nouvelle dénomination |                          |
| --------------------- | ----------------- | --------------------- | ------------------------ |
| 05164                 | Savines           | Hautes-Alpes          | Savines-le-Lac           |
| 21318                 | Ivry              | Côte-d'Or             | Ivry-en-Montagne         |
| 21353                 | Longecourt        | Côte-d'Or             | Longecourt-en-Plaine     |
| 21663                 | Venarey           | Côte-d'Or             | Venarey-les-Laumes       |
| 25138                 | Chaux             | Doubs                 | Chaux-lès-Châtillon      |
| 25169                 | Courcelles        | Doubs                 | Courcelles-lès-Châtillon |
| 25246                 | Fontaine          | Doubs                 | Fontaine-lès-Clerval     |
| 25277                 | Gondenans-Moulins | Doubs                 | Gondenans-les-Moulins    |
| 25281                 | Goux              | Doubs                 | Goux-lès-Dambelin        |
| 25422                 | Neuchâtel         | Doubs                 | Neuchâtel-Urtière        |
| 25497                 | Roches            | Doubs                 | Roches-lès-Blamont       |
| 25542                 | Serre             | Doubs                 | Serre-les-Sapins         |
| 25593                 | Vaux              | Doubs                 | Vaux-les-Prés            |
| 27264                 | Fours             | Eure                  | Fours-en-Vexin           |
| 52045                 | Bettancourt       | Haute-Marne           | Bettancourt-la-Ferrée    |
| 67321                 | Neuwiller         | Bas-Rhin              | Neuviller-la-Roche       |
| 71027                 | Beaurepaire       | Saône-et-Loire        | Beaurepaire-en-Bresse    |
| 71318                 | Montpont          | Saône-et-Loire        | Montpont-en-Bresse       |
| 72225                 | Petit-Oisseau     | Sarthe                | Oisseau-le-Petit         |

16 novembre 1961
| Ancienne dénomination | Département            | Nouvelle dénomination |                       |
| --------------------- | ---------------------- | --------------------- | --------------------- |
| 03227                 | Saint-Didier-en-Rollat | Allier                | Saint-Didier-la-Forêt |
| 06039                 | Châteauneuf            | Alpes-Maritimes       | Châteauneuf-de-Contes |
| 37010                 | Auzouer                | Indre-et-Loire        | Auzouer-en-Touraine   |
| 61096                 | La Chapelle-Moche      | Orne                  | La Chapelle-d'Andaine |
| 80087                 | Bernay                 | Somme                 | Bernay-en-Ponthieu    |
| 80559                 | Montagne               | Somme                 | Montagne-Fayel        |
| 80625                 | Pierrepont             | Somme                 | Pierrepont-sur-Avre   |
| 80672                 | Ribemont               | Somme                 | Ribemont-sur-Ancre    |

28 août 1961
| Ancienne dénomination | Département              | Nouvelle dénomination |                           |
| --------------------- | ------------------------ | --------------------- | ------------------------- |
| 03038                 | Branssat                 | Allier                | Bransat                   |
| 16192                 | Loubert                  | Charente              | Loubert-Madieu            |
| 24256                 | Marsac                   | Dordogne              | Marsac-sur-l'Isle         |
| 24320                 | Payzac-de-Lanouaille     | Dordogne              | Payzac                    |
| 26084                 | Châteauneuf-d'Isère      | Drôme                 | Châteauneuf-sur-Isère     |
| 33416                 | Saint-Girons             | Gironde               | Saint-Girons-d'Aiguevives |
| 35303                 | Saint-Ouen-de-la-Rouërie | Ille-et-Vilaine       | Saint-Ouen-la-Rouërie     |
| 48127                 | Rieutort                 | Lozère                | Rieutort-de-Randon        |
| 48145                 | Saint-Denis              | Lozère                | Saint-Denis-en-Margeride  |
| 57335                 | Honskirich               | Moselle               | Honskirch                 |
| 58017                 | Aunay                    | Nièvre                | Aunay-en-Bazois           |
| 58059                 | La Charité               | Nièvre                | La Charité-sur-Loire      |
| 58064                 | Châteauneuf              | Nièvre                | Châteauneuf-Val-de-Bargis |
| 58124                 | Germigny                 | Nièvre                | Germigny-sur-Loire        |
| 58183                 | Mouron                   | Nièvre                | Mouron-sur-Yonne          |
| 58215                 | Pouilly                  | Nièvre                | Pouilly-sur-Loire         |
| 58258                 | Saint-Ouën               | Nièvre                | Saint-Ouen-sur-Loire      |
| 64120                 | Beyrie                   | Basses-Pyrénées       | Beyrie-sur-Joyeuse        |
| 67068                 | Bueswiller               | Bas-Rhin              | Buswiller                 |
| 67496                 | Ueberach                 | Bas-Rhin              | Uberach                   |
| 74238                 | Saint-Jean-d'Aulph       | Haute-Savoie          | Saint-Jean-d'Aulps        |
| 77407                 | Saint-Fargeau            | Seine-et-Marne        | Saint-Fargeau-Ponthierry  |
| 79097                 | Cormenier                | Deux-Sèvres           | Le Cormenier              |
| 79344                 | Verrines                 | Deux-Sèvres           | Verrines-sous-Celles      |
| 80682                 | Rouvroy                  | Somme                 | Rouvroy-en-Santerre       |
| 88300                 | Ménil                    | Vosges                | Ménil-de-Senones          |
| 90064                 | Lepuix                   | Territoire de Belfort | Lepuix-Neuf               |

30 juillet 1961
| Ancienne dénomination | Département            | Nouvelle dénomination                 |                             |
| --------------------- | ---------------------- | ------------------------------------- | --------------------------- |
| 04144                 | La Palud               | Basses-Alpes                          | La Palud-sur-Verdon         |
| 14227                 | Douville               | Calvados                              | Douville-en-Auge            |
| 24083                 | Carsac-de-Villefranche | Dordogne                              | Carsac-de-Gurson            |
| 37234                 | Saint-Quentin          | Indre-et-Loire                        | Saint-Quentin-sur-Indrois   |
| 43038                 | Bournoncle             | Haute-Loire                           | Bournoncle-Saint-Pierre     |
| 48097                 | Moissac                | Lozère                                | Moissac-Vallée-Française    |
| 57160                 | Creutzwald-la-Croix    | Moselle                               | Creutzwald                  |
| 57310                 | Hellering              | Moselle                               | Hellering-lès-Fénétrange    |
| 57688                 | Vallières              | Moselle                               | Vallières-lès-Metz          |
| 71509                 | La Selle               | Saône-et-Loire                        | La Celle-en-Morvan          |
| 78164                 | Clairefontaine         | Seine-et-Oise (actuellement Yvelines) | Clairefontaine-en-Yvelines  |
| 88089                 | La Chapelle            | Vosges                                | La Chapelle-devant-Bruyères |
| 88522                 | Vomécourt              | Vosges                                | Vomécourt-sur-Madon         |

22 juin 1961
| Ancienne dénomination | Département                 | Nouvelle dénomination |                          |
| --------------------- | --------------------------- | --------------------- | ------------------------ |
| 02060                 | Beauvois                    | Aisne                 | Beauvois-en-Vermandois   |
| 02759                 | La Vallée-aux-Bleds         | Aisne                 | La Vallée-au-Blé         |
| 11008                 | Alet                        | Aude                  | Alet-les-Bains           |
| 33058                 | Blaye-et-Sainte-Luce        | Gironde               | Blaye                    |
| 37158                 | Montreuil                   | Indre-et-Loire        | Montreuil-en-Touraine    |
| 57514                 | Nousseviller-lès-Puttelange | Moselle               | Nousseviller-Saint-Nabor |
| 57682                 | Turquestein                 | Moselle               | Turquestein-Blancrupt    |
| 61214                 | Laigle                      | Orne                  | L'Aigle                  |
| 88049                 | Belmont                     | Vosges                | Belmont-lès-Darney       |
| 88094                 | Châtel                      | Vosges                | Châtel-sur-Moselle       |
| 88104                 | Circourt                    | Vosges                | Circourt-sur-Mouzon      |
| 88192                 | Gelvécourt                  | Vosges                | Gelvécourt-et-Adompt     |
| 88404                 | Rozières                    | Vosges                | Rozières-sur-Mouzon      |

2 avril 1961
| Ancienne dénomination | Département            | Nouvelle dénomination |                             |
| --------------------- | ---------------------- | --------------------- | --------------------------- |
| 06010                 | Le Bar                 | Alpes-Maritimes       | Le Bar-sur-Loup             |
| 07134                 | Laurac                 | Ardèche               | Laurac-en-Vivarais          |
| 14686                 | Le Theil               | Calvados              | Le Theil-Bocage             |
| 23076                 | Évaux                  | Creuse                | Évaux-les-Bains             |
| 32254                 | Miramont               | Gers                  | Miramont-d'Astarac          |
| 51317                 | Laval                  | Marne                 | Laval-sur-Tourbe            |
| 51472                 | Saint-Amand            | Marne                 | Saint-Amand-sur-Fion        |
| 51517                 | Saint-Souplet          | Marne                 | Saint-Souplet-sur-Py        |
| 54100                 | Brin                   | Meurthe-et-Moselle    | Brin-sur-Seille             |
| 54112                 | Chambley               | Meurthe-et-Moselle    | Chambley-Bussières          |
| 54129                 | Cirey                  | Meurthe-et-Moselle    | Cirey-sur-Vezouze           |
| 54136                 | Conflans               | Meurthe-et-Moselle    | Conflans-en-Jarnisy         |
| 54159                 | Dombasle               | Meurthe-et-Moselle    | Dombasle-sur-Meurthe        |
| 54196                 | Flavigny               | Meurthe-et-Moselle    | Flavigny-sur-Moselle        |
| 54436                 | Preutin                | Meurthe-et-Moselle    | Preutin-Higny               |
| 54453                 | Rembercourt            | Meurthe-et-Moselle    | Rembercourt-sur-Mad         |
| 54483                 | Saint-Nicolas          | Meurthe-et-Moselle    | Saint-Nicolas-de-Port       |
| 54487                 | Saint-Rémy             | Meurthe-et-Moselle    | Saint-Rémy-aux-Bois         |
| 54516                 | They                   | Meurthe-et-Moselle    | They-sous-Vaudemont         |
| 54559                 | Velle                  | Meurthe-et-Moselle    | Velle-sur-Moselle           |
| 56073                 | Guémené                | Morbihan              | Guémené-sur-Scorff          |
| 56214                 | Saint-Gildas           | Morbihan              | Saint-Gildas-de-Rhuys       |
| 56234                 | Saint-Pierre           | Morbihan              | Saint-Pierre-Quiberon       |
| 58278                 | Sermoise               | Nièvre                | Sermoise-sur-Loire          |
| 63033                 | Beaumont               | Puy-de-Dôme           | Beaumont-lès-Randan         |
| 63038                 | Besse                  | Puy-de-Dôme           | Besse-en-Chandesse          |
| 63086                 | Chapelle-Agnon         | Puy-de-Dôme           | La Chapelle-Agnon           |
| 63100                 | Châteauneuf            | Puy-de-Dôme           | Châteauneuf-les-Bains       |
| 63118                 | Condat                 | Puy-de-Dôme           | Condat-en-Combraille        |
| 63119                 | Condat                 | Puy-de-Dôme           | Condat-lès-Montboissier     |
| 63192                 | Latour                 | Puy-de-Dôme           | La Tour-d'Auvergne          |
| 63213                 | Les Martres-d'Artières | Puy-de-Dôme           | Les Martres-d'Artière       |
| 63331                 | Saint-Clément          | Puy-de-Dôme           | Saint-Clément-de-Valorgue   |
| 63334                 | Saint-Dier             | Puy-de-Dôme           | Saint-Dier-d'Auvergne       |
| 63337                 | Saint-Éloy             | Puy-de-Dôme           | Saint-Éloy-la-Glacière      |
| 83018                 | Besse                  | Var                   | Besse-sur-Issole            |
| 83048                 | Croix-Valmer           | Var                   | La Croix-Valmer             |
| 89003                 | Aillant                | Yonne                 | Aillant-sur-Tholon          |
| 89040                 | Bessy                  | Yonne                 | Bessy-sur-Cure              |
| 89284                 | Pacy                   | Yonne                 | Pacy-sur-Armançon           |
| 89333                 | Saint-André            | Yonne                 | Saint-André-en-Terre-Plaine |
| 89368                 | Saint-Sauveur          | Yonne                 | Saint-Sauveur-en-Puisaye    |

5 mars 1961
| Ancienne dénomination | Département   | Nouvelle dénomination |                                |
| --------------------- | ------------- | --------------------- | ------------------------------ |
| 14228                 | Douvres       | Calvados              | Douvres-la-Délivrande          |
| 48014                 | Bagnols       | Lozère                | Bagnols-les-Bains              |
| 60143                 | Chaumont      | Oise                  | Chaumont-en-Vexin              |
| 60378                 | Marest        | Oise                  | Marest-sur-Matz                |
| 60577                 | Saint-Germer  | Oise                  | Saint-Germer-de-Fly            |
| 60596                 | Saint-Samson  | Oise                  | Saint-Samson-la-Poterie        |
| 74002                 | Alby          | Haute-Savoie          | Alby-sur-Chéran                |
| 74058                 | La Chapelle   | Haute-Savoie          | La Chapelle-d'Abondance        |
| 74173                 | Mégève        | Haute-Savoie          | Megève                         |
| 74224                 | La Roche      | Haute-Savoie          | La Roche-sur-Foron             |
| 86222                 | Saint-Georges | Vienne                | Saint-Georges-lès-Baillargeaux |
| 86290                 | La Villedieu  | Vienne                | La Villedieu-du-Clain          |

1er janvier 1961
| Ancienne dénomination | Département        | Nouvelle dénomination |         |
| --------------------- | ------------------ | --------------------- | ------- |
| 02333                 | Fresnes-sous-Coucy | Aisne                 | Fresnes |

### 1962
22 décembre 1962
| Ancienne dénomination | Département        | Nouvelle dénomination  |
| --------------------- | ------------------ | ---------------------- |
| Limey                 | Meurthe-et-Moselle | Limey-Remenauville     |
| Thiaucourt            | Meurthe-et-Moselle | Thiaucourt-Regniéville |

25 juillet 1962
| Ancienne dénomination | Département     | Nouvelle dénomination      |
| --------------------- | --------------- | -------------------------- |
| Saint-Samson          | Côtes-du-Nord   | Saint-Samson-sur-Rance     |
| Saint-Bonnet          | Gard            | Saint-Bonnet-du-Gard       |
| Barésia               | Jura            | Barésia-sur-l'Ain          |
| Messia                | Jura            | Messia-sur-Sorne           |
| Saint-Laurent         | Jura            | Saint-Laurent-en-Grandvaux |
| Vitrey                | Haute-Saône     | Vitrey-sur-Mance           |
| Puygaillard           | Tarn-et-Garonne | Puygaillard-de-Lomagne     |

12 juillet 1962
| Ancienne dénomination | Département | Nouvelle dénomination |
| --------------------- | ----------- | --------------------- |
| Montricher            | Savoie      | Montricher-le-Bochet  |

16 mai 1962
| Ancienne dénomination                  | Département      | Nouvelle dénomination        |
| -------------------------------------- | ---------------- | ---------------------------- |
| Montmerle                              | Ain              | Montmerle-sur-Saône          |
| Montégut                               | Ariège           | Montégut-en-Couserans        |
| Arquettes                              | Aude             | Arquettes-en-Val             |
| Conques                                | Aude             | Conques-sur-Orbiel           |
| Félines                                | Aude             | Félines-Termenès             |
| Villerouge                             | Aude             | Villerouge-Termenès          |
| Ruines                                 | Cantal           | Ruynes-en-Margeride          |
| Saint-Étienne-de-Riom                  | Cantal           | Saint-Étienne-de-Chomeil     |
| Chasseneuil                            | Charente         | Chasseneuil-sur-Bonnieure    |
| Plouëc                                 | Côtes-du-Nord    | Plouëc-du-Trieux             |
| Roche                                  | Doubs            | Roche-lez-Beaupré            |
| Saint-Bonnet                           | Gard             | Saint-Bonnet-de-Salendrinque |
| Bouges                                 | Indre            | Bouges-le-Château            |
| La Boissière                           | Loire-Atlantique | La Boissière-du-Doré         |
| Escoublac                              | Loire-Atlantique | La Baule-Escoublac           |
| Barneville                             | Manche           | Barneville-sur-Mer           |
| Branville                              | Manche           | Branville-Hague              |
| Isigny                                 | Manche           | Isigny-le-Buat               |
| Juvigny                                | Manche           | Juvigny-le-Tertre            |
| Montreuil                              | Manche           | Montreuil-sur-Lozon          |
| Octeville-la-Venelle                   | Manche           | Octeville-l'Avenel           |
| Villedieu                              | Manche           | Villedieu-les-Poêles         |
| Auchy                                  | Nord             | Auchy-lez-Orchies            |
| Beauvois                               | Nord             | Beauvois-en-Cambrésis        |
| Favril                                 | Nord             | Le Favril                    |
| Fournes                                | Nord             | Fournes-en-Weppes            |
| Honnécourt-sur-l'Escaut                | Nord             | Honnecourt-sur-Escaut        |
| Rieux                                  | Nord             | Rieux-en-Cambrésis           |
| Saint-Amand                            | Nord             | Saint-Amand-les-Eaux         |
| Saint-Fraimbault-sur-Pisse             | Orne             | Saint-Fraimbault             |
| Conchez                                | Basses-Pyrénées  | Conchez-de-Béarn             |
| Arc                                    | Haute-Saône      | Arc-lès-Gray                 |
| Bonnevent-et-Velloreille-lès-Bonnevent | Haute-Saône      | Bonnevent-Velloreille        |
| Conflans                               | Haute-Saône      | Conflans-sur-Lanterne        |
| Fessey-Dessous-et-Dessus               | Haute-Saône      | Les Fessey                   |
| Grandvelle-et-Perrenot                 | Haute-Saône      | Grandvelle-et-le-Perrenot    |
| Loulans                                | Haute-Saône      | Loulans-les-Forges           |
| Montjustin                             | Haute-Saône      | Montjustin-et-Velotte        |
| Voray                                  | Haute-Saône      | Voray-sur-l'Ognon            |
| Pierre                                 | Saône-et-Loire   | Pierre-de-Bresse             |
| Saint-Rémy                             | Savoie           | Saint-Rémy-de-Maurienne      |

9 avril 1962
| Ancienne dénomination | Département           | Nouvelle dénomination     |
| --------------------- | --------------------- | ------------------------- |
| Acy                   | Ardennes              | Acy-Romance               |
| Aubigny               | Ardennes              | Aubigny-les-Pothées       |
| Sauveterre            | Aveyron               | Sauveterre-de-Rouergue    |
| Aire                  | Landes                | Aire-sur-l'Adour          |
| Frêche                | Landes                | Le Frêche                 |
| Grenade               | Landes                | Grenade-sur-l'Adour       |
| Leuy                  | Landes                | Le Leuy                   |
| Montfort              | Landes                | Montfort-en-Chalosse      |
| Ousse-et-Suzan        | Landes                | Ousse-Suzan               |
| Rion                  | Landes                | Rion-des-Landes           |
| Saint-Laurent         | Landes                | Saint-Laurent-de-Gosse    |
| Saint-Martin          | Haute-Marne           | Saint-Martin-sur-la-Renne |
| Saint-Martin          | Haute-Marne           | Saint-Martin-lès-Langres  |
| Apremont              | Meuse                 | Apremont-la-Forêt         |
| Arrodets              | Hautes-Pyrénées       | Arrodets-ez-Angles        |
| Aspin                 | Hautes-Pyrénées       | Aspin-en-Lavedan          |
| Bourg                 | Hautes-Pyrénées       | Bourg-de-Bigorre          |
| Luz                   | Hautes-Pyrénées       | Luz-Saint-Sauveur         |
| Rabastens             | Hautes-Pyrénées       | Rabastens-de-Bigorre      |
| Saint-Laurent         | Hautes-Pyrénées       | Saint-Laurent-de-Neste    |
| Saint-Pé              | Hautes-Pyrénées       | Saint-Pé-de-Bigorre       |
| Saint-Sever           | Hautes-Pyrénées       | Saint-Sever-de-Rustan     |
| Sère                  | Hautes-Pyrénées       | Sère-en-Lavedan           |
| Anneville             | Seine-Maritime        | Anneville-sur-Scie        |
| Avesnes               | Seine-Maritime        | Avesnes-en-Bray           |
| Blangy                | Seine-Maritime        | Blangy-sur-Bresle         |
| Bocasse               | Seine-Maritime        | Le Bocasse                |
| Gournay               | Seine-Maritime        | Gournay-en-Bray           |
| Héron                 | Seine-Maritime        | Le Héron                  |
| Neufchâtel            | Seine-Maritime        | Neufchâtel-en-Bray        |
| Sainte-Geneviève      | Seine-Maritime        | Sainte-Geneviève-en-Caux  |
| Sigy                  | Seine-Maritime        | Sigy-en-Bray              |
| Tocqueville           | Seine-Maritime        | Tocqueville-les-Murs      |
| Champs                | Seine-et-Marne        | Champs-sur-Marne          |
| Beaumont              | Haute-Vienne          | Beaumont-du-Lac           |
| La Petite-Fontaine    | Territoire de Belfort | Petitefontaine            |

8 mars 1962
| Ancienne dénomination | Département       | Nouvelle dénomination         |
| --------------------- | ----------------- | ----------------------------- |
| Proizy                | Aisne             | Proisy                        |
| Aubeterre             | Charente          | Aubeterre-sur-Dronne          |
| Nanteuil              | Charente          | Nanteuil-en-Vallée            |
| Saint-Ciers           | Charente          | Saint-Ciers-sur-Bonnieure     |
| Saint-Même            | Charente          | Saint-Même-les-Carrières      |
| Verteuil              | Charente          | Verteuil-sur-Charente         |
| Ars                   | Charente-Maritime | Ars-en-Ré                     |
| Brives                | Charente-Maritime | Brives-sur-Charente           |
| Le Château            | Charente-Maritime | Le Château-d'Oléron           |
| Dompierre             | Charente-Maritime | Dompierre-sur-Mer             |
| Neuvicq               | Charente-Maritime | Neuvicq-Montguyon             |
| Nieulle               | Charente-Maritime | Nieulle-sur-Seudre            |
| Pont-l'Abbé           | Charente-Maritime | Pont-l'Abbé-d'Arnoult         |
| Saint-Denis           | Charente-Maritime | Saint-Denis-d'Oléron          |
| Saint-Georges         | Charente-Maritime | Saint-Georges-d'Oléron        |
| Saint-Hilaire         | Charente-Maritime | Saint-Hilaire-de-Villefranche |
| Saint-Martin          | Charente-Maritime | Saint-Martin-de-Ré            |
| Saint-Pierre          | Charente-Maritime | Saint-Pierre-d'Oléron         |
| Salignac              | Charente-Maritime | Salignac-de-Mirambeau         |
| Salles                | Charente-Maritime | Salles-lès-Aulnay             |
| Villefranche          | Loir-et-Cher      | Villefranche-sur-Cher         |
| Champteussé           | Maine-et-Loire    | Champteussé-sur-Baconne       |
| Conflans              | Marne             | Conflans-sur-Seine            |
| Albigny               | Rhône             | Albigny-sur-Saône             |
| Chazay                | Rhône             | Chazay-d'Azergues             |
| Domfront              | Sarthe            | Domfront-en-Champagne         |
| Noyen                 | Sarthe            | Noyen-sur-Sarthe              |
| Viré                  | Sarthe            | Viré-en-Champagne             |
| Saint-Antonin         | Tarn-et-Garonne   | Saint-Antonin-Noble-Val       |
| Les Adrets-de-Fréjus  | Var               | Les Adrets-de-l'Estérel       |

28 janvier 1962
| Ancienne dénomination | Département     | Nouvelle dénomination        |
| --------------------- | --------------- | ---------------------------- |
| La Roquette           | Alpes-Maritimes | La Roquette-sur-Var          |
| Mouthier              | Doubs           | Mouthier-Haute-Pierre        |
| Pierrefontaine        | Doubs           | Pierrefontaine-lès-Blamont   |
| Pierrefontaine        | Doubs           | Pierrefontaine-les-Varans    |
| Saint-Julien          | Doubs           | Saint-Julien-lès-Montbéliard |
| Gavarret              | Gers            | Gavarret-sur-Aulouste        |
| Le Monastier          | Haute-Loire     | Le Monastier-sur-Gazeille    |
| Avesnes               | Nord            | Avesnes-sur-Helpe            |
| Marquette             | Nord            | Marquette-lez-Lille          |
| Monchaux              | Nord            | Monchaux-sur-Écaillon        |
| Noyelles-sur-l'Escaut | Nord            | Noyelles-sur-Escaut          |
| Noyelles              | Nord            | Noyelles-sur-Sambre          |
| Sailly                | Nord            | Sailly-lez-Cambrai           |
| Saint-Vaast           | Nord            | Saint-Vaast-en-Cambrésis     |
| Thun                  | Nord            | Thun-Saint-Amand             |
| Tilloy                | Nord            | Tilloy-lez-Cambrai           |

### 1964
11 mars 1964
| Ancienne dénomination  | Département | Nouvelle dénomination |
| ---------------------- | ----------- | --------------------- |
| Nueil-sous-les-Aubiers | Deux-Sèvres | Nueil-sur-Argent      |

### 1965
30 juin 1965
| Ancienne dénomination | Département | Nouvelle dénomination |
| --------------------- | ----------- | --------------------- |
| Évry-Petit-Bourg      | Essonne     | Évry                  |

12 juin 1965
| Ancienne dénomination | Département        | Nouvelle dénomination |
| --------------------- | ------------------ | --------------------- |
| Saint-Just            | Charente-Maritime  | Saint-Just-Luzac      |
| Plœuc                 | Côtes-du-Nord      | Plœuc-sur-Lié         |
| Cahuzac               | Gers               | Cahuzac-sur-Adour     |
| Bréal                 | Ille-et-Vilaine    | Bréal-sous-Vitré      |
| Agon                  | Manche             | Agon-Coutainville     |
| Dommartin-la-Chapelle | Meurthe-et-Moselle | Dommartin-la-Chaussée |

21 mai 1965
| Ancienne dénomination | Département | Nouvelle dénomination |
| --------------------- | ----------- | --------------------- |
| Goulier-et-Olbier     | Ariège      | Goulier               |

1er avril 1965
| Ancienne dénomination | Département    | Nouvelle dénomination      |
| --------------------- | -------------- | -------------------------- |
| Maulévrier            | Seine-Maritime | Maulévrier-Sainte-Gertrude |

1er février 1965
| Ancienne dénomination | Département | Nouvelle dénomination |
| --------------------- | ----------- | --------------------- |
| Dizy-Magenta          | Marne       | Dizy                  |

10 janvier 1965
| Ancienne dénomination   | Département        | Nouvelle dénomination    |
| ----------------------- | ------------------ | ------------------------ |
| Gonneville-sur-Merville | Calvados           | Gonneville-en-Auge       |
| Pléneuf                 | Côtes-du-Nord      | Pléneuf-Val-André        |
| Sainte-Eulalie          | Drôme              | Sainte-Eulalie-en-Royans |
| Saint-Paul              | Haute-Garonne      | Saint-Paul-sur-Save      |
| La Salvetat             | Haute-Garonne      | La Salvetat-Saint-Gilles |
| Villerêt                | Loire              | Villerest                |
| Boulay                  | Mayenne            | Boulay-les-Ifs           |
| Mairy                   | Meurthe-et-Moselle | Mairy-Mainville          |
| Fay                     | Oise               | Fay-les-Étangs           |
| Griesheim-sur-Souffle   | Bas-Rhin           | Griesheim-sur-Souffel    |
| Rochetaillée            | Rhône              | Rochetaillée-sur-Saône   |
| Mercury-Gémilly         | Savoie             | Mercury                  |
| Dampierre               | Seine-Maritime     | Dampierre-en-Bray        |
| Champs                  | Yonne              | Champs-sur-Yonne         |

### 1966
7 mai 1966
| Ancienne dénomination | Département      | Nouvelle dénomination  |
| --------------------- | ---------------- | ---------------------- |
| Tréloup               | Aisne            | Trélou-sur-Marne       |
| Ventenac-d'Aude       | Aude             | Ventenac-en-Minervois  |
| Mas-Blanc             | Bouches-du-Rhône | Mas-Blanc-des-Alpilles |
| Ban-Saint-Martin      | Moselle          | Le Ban-Saint-Martin    |
| Aubry                 | Nord             | Aubry-du-Hainaut       |
| Mauves                | Orne             | Mauves-sur-Huisne      |
| Trie                  | Hautes-Pyrénées  | Trie-sur-Baïse         |

1er janvier 1966
| Ancienne dénomination | Département | Nouvelle dénomination |
| --------------------- | ----------- | --------------------- |
| Cerisy-Gailly         | Somme       | Cerisy                |

### 1967
3 décembre 1967
| Ancienne dénomination | Département     | Nouvelle dénomination |
| --------------------- | --------------- | --------------------- |
| Lafeline              | Allier          | Laféline              |
| Liorac                | Dordogne        | Liorac-sur-Louyre     |
| Neaufles-sur-Risle    | Eure            | Neaufles-Auvergny     |
| Le Sel                | Ille-et-Vilaine | Le Sel-de-Bretagne    |

20 novembre 1967
| Ancienne dénomination | Département    | Nouvelle dénomination     |
| --------------------- | -------------- | ------------------------- |
| Jaligny               | Allier         | Jaligny-sur-Besbre        |
| Jours                 | Côte-d'Or      | Jours-lès-Baigneux        |
| Meyrieu               | Isère          | Meyrieu-les-Étangs        |
| Beaumont              | Saône-et-Loire | Beaumont-sur-Grosne       |
| Le Poiroux            | Vendée         | Poiroux                   |
| Availles              | Vienne         | Availles-en-Châtellerault |
| Claunay               | Vienne         | Claunay-en-Loudun         |

20 mars 1967
| Ancienne dénomination | Département  | Nouvelle dénomination   |
| --------------------- | ------------ | ----------------------- |
| Préaux                | Calvados     | Préaux-Saint-Sébastien  |
| Bonneville            | Eure         | La Bonneville-sur-Iton  |
| Limetz                | Yvelines     | Limetz-Villez           |
| Bosmie                | Haute-Vienne | Bosmie-l'Aiguille       |
| Guigneville           | Essonne      | Guigneville-sur-Essonne |

### 1968
15 février 1968
| Ancienne dénomination | Département         | Nouvelle dénomination     |
| --------------------- | ------------------- | ------------------------- |
| Gilhoc                | Ardèche             | Gilhoc-sur-Ormèze         |
| Maussane              | Bouches-du-Rhône    | Maussane-les-Alpilles     |
| Dolus                 | Charente-Maritime   | Dolus-d'Oléron            |
| Voulaines             | Côte-d'Or           | Voulaines-les-Templiers   |
| Royère                | Creuse              | Royère-de-Vassivière      |
| Gironde               | Gironde             | Gironde-sur-Dropt         |
| Quaix                 | Isère               | Quaix-en-Chartreuse       |
| Baume                 | Jura                | Baume-les-Messieurs       |
| Marcilly-le-Pavé      | Loire               | Marcilly-le-Châtel        |
| Boudy                 | Lot-et-Garonne      | Boudy-de-Beauregard       |
| Athis                 | Orne                | Athis-de-l'Orne           |
| Saint-Génis           | Pyrénées-Orientales | Saint-Génis-des-Fontaines |
| Épinac-les-Mines      | Saône-et-Loire      | Épinac                    |
| Lavilledieu           | Tarn-et-Garonne     | La Ville-Dieu-du-Temple   |
| Bormes                | Var                 | Bormes-les-Mimosas        |
| Lépanges              | Vosges              | Lépanges-sur-Vologne      |
| Asnières              | Hauts-de-Seine      | Asnières-sur-Seine        |

### 1969
5 septembre 1969
| Ancienne dénomination      | Département    | Nouvelle dénomination       |
| -------------------------- | -------------- | --------------------------- |
| Cormelles                  | Calvados       | Cormelles-le-Royal          |
| Marillac                   | Charente       | Marillac-le-Franc           |
| Collonges                  | Corrèze        | Collonges-la-Rouge          |
| Prato                      | Haute-Corse    | Prato-di-Giovellina         |
| Grand-Gallargues           | Gard           | Gallargues-le-Montueux      |
| Landerrouet                | Gironde        | Landerrouet-sur-Ségur       |
| Cussac                     | Haute-Loire    | Cussac-sur-Loire            |
| Varennes-lès-Nevers        | Nièvre         | Varennes-Vauzelles          |
| Beuvry-Nord                | Nord           | Beuvry-la-Forêt             |
| Vellexon-Queutey-et-Vaudey | Haute-Saône    | Vellexon-Queutrey-et-Vaudey |
| Vyans                      | Haute-Saône    | Vyans-le-Val                |
| Saint-François-sur-Bugeon  | Savoie         | Saint-François-Longchamp    |
| Aubermesnil                | Seine-Maritime | Aubermesnil-aux-Érables     |
| Oncy                       | Essonne        | Oncy-sur-École              |

17 mars 1969
Le décret no 69-261 du 17 mars 1969 régularise la structure administrative du département de la Guyane.
La plupart des communes avaient vu leur nom codifié par l'Insee le 1er janvier 1953 (par Arrêté du 24 décembre 1952). Selon les cas particuliers, ces changements sont confirmés (par exemple Haut-Maroni était devenue Maripasoula dès 1953), entérinés (par exemple Oyapoc devient Camopi en 1969 à la suite de la codification de 1953), modifiés (par exemple Grand-Santi devient Grand-Santi-Papaichton en 1969) ou annulés (Moyenne-Mana est créée avec le nom Mana, qu'elle avait avant la codification de 1953). Par ailleurs, la commune de La Comté (chef-lieu Dégrad-Edmond) (97359), codifiée par l'Insee en 1953, à partir de parcelles de Roura, n'est finalement pas créée officiellement en 1969 et est réintégrée comme parcelles de Roura.
| Ancienne dénomination                          | Département | Nouvelle dénomination  |
| ---------------------------------------------- | ----------- | ---------------------- |
| Approuague-Kaw                                 | Guyane      | Régina                 |
| Oyapoc (chef-lieu Saint-Georges)               | Guyane      | Saint-Georges          |
| Remire                                         | Guyane      | Remire-Montjoly        |
| Tonnegrande-Montsinery                         | Guyane      | Montsinéry-Tonnegrande |
| Haute-Mana et Haut-Approuague (chef-lieu Saül) | Guyane      | Saül                   |
| Oyapoc (chef-lieu Camopi)                      | Guyane      | Camopi                 |
| Grand-Santi                                    | Guyane      | Grand-Santi-Papaichton |
| Centre (chef-lieu Sinnamary)                   | Guyane      | Saint-Élie             |

À la suite d'une erreur de l'Insee, la commune de Montsinéry-Tonnegrande sera nommée « REA » par l'Insee jusqu'au 1er janvier 1994.
6 janvier 1969
| Ancienne dénomination      | Département    | Nouvelle dénomination         |
| -------------------------- | -------------- | ----------------------------- |
| Sainte-Colombe-la-Campagne | Eure           | Sainte-Colombe-la-Commanderie |
| Saint-Symphorien           | Eure-et-Loir   | Saint-Symphorien-le-Château   |
| Inzinzac                   | Morbihan       | Inzinzac-Lochrist             |
| Loire                      | Rhône          | Loire-sur-Rhône               |
| Courcelles                 | Seine-et-Marne | Courcelles-en-Bassée          |